# Ханс Цимер
Ханс Флориан Цимер (на немски: Hans Florian Zimmer) (роден на 12 септември 1957 г.) е германски композитор, добре познат на кино аудиторията с написването на музиката на повече от сто филма.
Роден във Франкфурт на Майн, Цимер започва музикалната си кариера, свирейки на клавишни инструменти и синтезатор в състава на групи като Ultravox и The Buggles. През 80-те започва съвместната си работа с филмовия композитор Стенли Майърс. Става световноизвестен през 1988 г. с музиката, която написва за филма „Рейнман“. Същата година саундтракът е номиниран за Оскар. През следващата година, 1989, пише музиката и за друг филм, спечелил четири Оскара - "Да возиш мис Дейзи".
Оттогава Цимер композира музиката за много филми като „Аленият прилив“, „Скалата“, „Гладиатор“, „Пърл Харбър“, „Тънка червена линия“, „Последният самурай“, „Шифърът на Леонардо“, „Карибски пирати“, „Терористката“, „Генезис“, „Човек от стомана“, „Ханибал“ и други.
Също участва в създаването на музиката за компютърната игра „Crysis 2“ заедно с българския композитор Борислав Славов.
Носител е на четири награди Грами, Оскар, Британската награда за класическа музика и е обявен за един от стоте живи музикални гении от британския вестник „Дейли Телеграф“.
Цимер е шеф на музикалния отдел на Дриймуъркс студио.
В интервю за BBC News през март 2016 Цимер обявява, че след „Батман срещу Супермен“ се оттегля от композирането на музика за супергеройски филми.

## Личен живот
Цимер живее в Лос Анджелис с жена си. Имат четири деца.